# وليام ستوكس (طبيب)
ويليام ستوكس (1 أكتوبر 1804 - 10 يناير 1878) (بالإنجليزية: William Stokes)‏ كان طبيبًا إيرلنديًا، كما كان أستاذًا ريجيوسًا للفيزياء في كلية الثالوث في دبلن. تخرج من كلية الطب في جامعة إدنبرة بدرجة دكتور في الطب عام 1825 وأعاد الممارسة في دبلن في مستشفى ميث [الإنجليزية]. ألف عملين مهمين عن أمراض القلب والرئة - رسالة في تشخيص وعلاج أمراض الصدر (بالإنجليزية: A Treatise on the Diagnosis and Treatment of Diseases of the Chest)‏عام 1837 وأمراض القلب والشريان الأورطي (بالإنجليزية: The Diseases of the Heart and Aorta)‏ عام 1854، بالإضافة إلى واحدةٍ من أولى الأطروحات في استخدام السماعة الطبية، كما أكد على أهمية الفحص السريري في التشخيصات، والتعلم القائم على الأقسام لطلاب الطب.

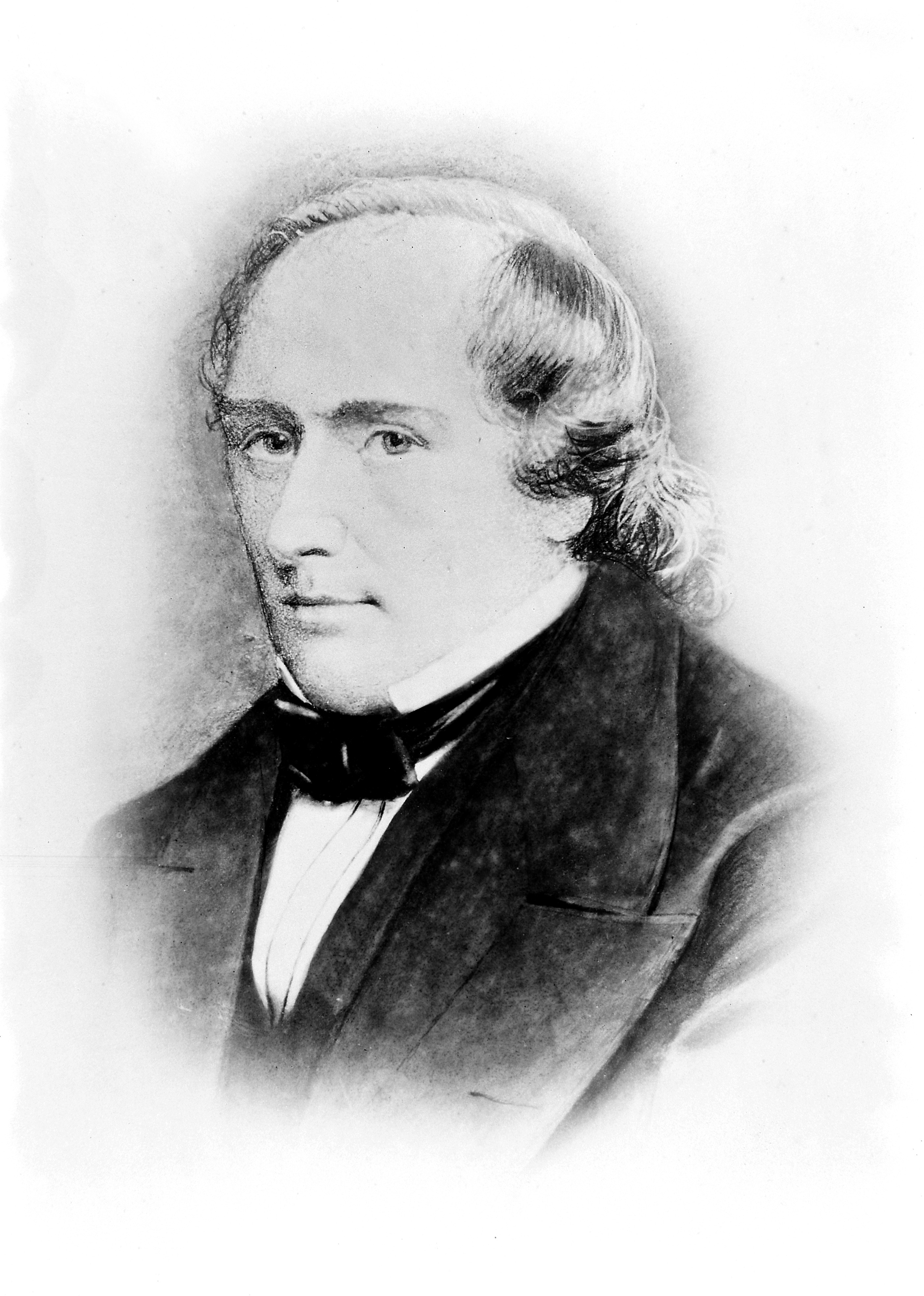

سميَّ كلٌ من تنفس تشاين-ستوكس (تناوب انقطاع النفس مع تسرع التنفس) ومتلازمة آدامز-ستوكس على اسمه.

## وصلات خارجية
- وليام ستوكس معرف المكتبه الوطنيه اليونانيه
- وليام ستوكس معرف اتحاد مكتبات البحوث الاوروبيه